# Nati il 27 aprile
| Questa pagina contiene informazioni ricavate automaticamente dalle voci biografiche con l'ausilio del template Bio e di un bot. L'aggiornamento è periodico e automatico e ricostruisce completamente la pagina. Se manca una persona in questa lista, sei pregato di non aggiungerla, ma accertati piuttosto che la sua voce biografica contenga il template Bio e che i dati anagrafici siano correttamente compilati. Se il template Bio manca, inseriscilo tu stesso o, in alternativa, metti l'avviso {{tmp\|Bio}} che ne segnala la mancanza. Se i dati riportati sono sbagliati, correggi direttamente la voce biografica; le modifiche saranno visibili in questa lista entro pochi giorni. Per chiarimenti vedi il progetto biografie. La lista contiene solo le 1.104 persone che sono citate nell'enciclopedia e per le quali è stato implementato correttamente il template Bio. Pagina aggiornata al 17 ago 2025. |

## XV secolo(5)
- 1428 - Maria Ormani, religiosa, calligrafa e miniatrice italiana († 1470)
- 1449 - Asakura Ujikage, militare giapponese († 1486)
- 1468 - Fryderyk Jagiellończyk, cardinale e arcivescovo cattolico polacco († 1503)
- 1484 - Galeazzo Florimonte, vescovo cattolico italiano († 1565)
- 1500 - Luigi di Lorena, vescovo cattolico e militare francese († 1528)

## XVI secolo(4)
- 1560 - Ascanio Colonna, cardinale e vescovo cattolico italiano († 1608)
- 1564 - Henry Percy, IX conte di Northumberland, conte britannico († 1632)
- 1577 - Francesco Gonzaga, nobile italiano († 1616)
- 1598 - Michael Florent van Langren, astronomo, cartografo e ingegnere olandese († 1675)

## XVII secolo(15)
- 1623 - Giselda Zamoyska, principessa polacca († 1672)
- 1627 - Antonio Filippo Ciucci, chirurgo italiano († 1695)
- 1642 - Francisque Millet, pittore e incisore fiammingo († 1679)
- 1650 - Carlotta Amalia d'Assia-Kassel, sovrana danese († 1714)
- 1654 - Charles Blount, scrittore inglese († 1693)
- 1663 - Gioacchino Francesco Caprini, vescovo cattolico italiano († 1729)
- 1677 - Feofan Prokopovič, arcivescovo ortodosso, teologo e politico russo († 1736)
- 1682 - Claudine Guérin de Tencin, scrittrice francese († 1749)
- 1684 - Joseph Pellerin, numismatico francese († 1782)
- 1686 - Elena Virginia Balletti, attrice teatrale e poetessa italiana († 1771)
- 1691 - Augusto di Schwarzburg-Sondershausen, principe († 1750)
- 1695 - Ludovico Valenti, cardinale e vescovo cattolico italiano († 1763)
- 1696 - John Lyon, V conte di Strathmore e Kinghorne, nobile scozzese († 1715)
- 1699 - Alberto Volfango di Schaumburg-Lippe, nobile († 1748)
- 1699 - Jacopo Stellini, abate, scrittore e filosofo italiano († 1770)

## XVIII secolo(41)
- 1701 - Carlo Emanuele III di Savoia, sovrano († 1773)
- 1717 - Giacomo Durazzo, diplomatico italiano († 1794)
- 1720 - Cosmo Gordon, III duca di Gordon, nobile scozzese († 1752)
- 1724 - Ferdinand Philipp von Lobkowicz, nobile ceco († 1784)
- 1733 - Joseph Gottlieb Kölreuter, botanico e scienziato tedesco († 1806)
- 1740 - Antoine Vestier, pittore francese († 1824)
- 1741 - Alexandre Masson de Pezay, scrittore e militare francese († 1777)
- 1748 - Adamantios Korais, filologo greco († 1833)
- 1749 - Fortuné-Charles de Mazenod, vescovo cattolico francese († 1840)
- 1753 - François Palamède de Suffren, botanico francese († 1824)
- 1755 - Marc-Antoine Parseval, matematico francese († 1836)
- 1757 - Carl Johan Adlercreutz, generale svedese († 1815)
- 1757 - Louis François Jean Chabot, generale francese († 1837)
- 1758 - Charles Dumont de Sainte Croix, zoologo francese († 1830)
- 1759 - Mary Wollstonecraft, filosofa e scrittrice britannica († 1797)
- 1761 - Ignazio Michele IV Daher, patriarca cattolico ottomano († 1822)
- 1764 - Johann Friedrich Cotta, editore e politico tedesco († 1832)
- 1765 - Johann von Thielmann, generale prussiano († 1824)
- 1767 - Andreas Jakob Romberg, violinista e compositore tedesco († 1821)
- 1770 - Edward Codrington, ammiraglio britannico († 1851)
- 1770 - Gianbattista Occhipinti Scopetta, francescano italiano († 1836)
- 1771 - Jean Rapp, generale francese († 1821)
- 1775 - Pietro Ostini, cardinale e arcivescovo cattolico italiano († 1849)
- 1775 - Luís Teles da Silva Caminha e Meneses, militare e politico portoghese († 1828)
- 1776 - Hyacinthe Jadin, compositore e direttore d'orchestra francese († 1800)
- 1777 - Giorgio Serventi, militare e politico italiano († 1856)
- 1778 - Gideon Lee, politico statunitense († 1841)
- 1779 - Konstantin Pavlovič Romanov, nobile russo († 1831)
- 1784 - Friedrich August Benjamin Puchelt, patologo tedesco († 1845)
- 1785 - Alexander Fraser, XVII Lord Saltoun, generale britannico († 1853)
- 1788 - Charles Robert Cockerell, architetto e archeologo britannico († 1863)
- 1789 - Pierre Boitard, botanico e geologo francese († 1859)
- 1791 - Samuel Morse, pittore, inventore e storico statunitense († 1872)
- 1794 - Giuseppe Paternò, militare e politico italiano († 1874)
- 1794 - Achille Richard, botanico francese († 1852)
- 1796 - Maria Ferdinanda di Sassonia, principessa († 1865)
- 1797 - Victor Audouin, entomologo, ornitologo e aracnologo francese († 1841)
- 1797 - Linus Yale, inventore statunitense († 1858)
- 1798 - Claire Clairmont, inglese († 1879)
- 1798 - Aleksandr Viktorovič Poggio, militare e rivoluzionario russo († 1873)
- 1800 - Frances Polidori, educatrice e modella britannica († 1886)

## XIX secolo(153)
- 1801 - Giulio Especo y Vera, militare spagnolo († 1883)
- 1802 - Louis Niedermeyer, compositore e insegnante svizzero († 1861)
- 1803 - Pietro Selvatico, architetto, critico d'arte e storico dell'arte italiano († 1880)
- 1806 - Maria Cristina di Borbone-Due Sicilie, spagnola († 1878)
- 1807 - Giuseppe Rocca, liutaio italiano († 1865)
- 1808 - William Cavendish, VII duca di Devonshire, nobile e politico britannico († 1891)
- 1808 - Milo Parker Jewett, pedagogista statunitense († 1882)
- 1808 - Giacinto Salvi, politico italiano († 1877)
- 1810 - Giuseppe Drugman, pittore italiano († 1846)
- 1811 - Giuseppe Sapeto, missionario e esploratore italiano († 1895)
- 1812 - Friedrich von Flotow, compositore tedesco († 1883)
- 1813 - Louis Girod de Montfalcon, politico francese († 1880)
- 1814 - John Beresford, IV marchese di Waterford, politico irlandese († 1866)
- 1815 - Alexandre Martin, politico francese († 1895)
- 1815 - Pietro Giocondo Salvaj, vescovo cattolico italiano († 1897)
- 1815 - Federico Torre, militare, politico e lessicografo italiano († 1892)
- 1817 - Emanuel von Sievers, politico, mecenate e artista tedesco († 1909)
- 1818 - Efisio Cugia, generale e politico italiano († 1872)
- 1818 - William Cotton Oswell, esploratore inglese († 1893)
- 1819 - William Muir, orientalista scozzese († 1905)
- 1820 - Herbert Spencer, filosofo britannico († 1903)
- 1821 - Henry Willis, organista e organaro inglese († 1901)
- 1822 - Ulysses S. Grant, generale e politico statunitense († 1885)
- 1822 - Ján Palárik, presbitero e drammaturgo slovacco († 1870)
- 1822 - John Joseph Williams, arcivescovo cattolico statunitense († 1907)
- 1823 - Marie Edmond Valentin, politico e militare francese († 1879)
- 1824 - Luigi Ridolfi, agronomo e politico italiano († 1909)
- 1825 - Cesare Albicini, giurista, patriota e politico italiano († 1891)
- 1826 - Demetrio Del Prete, politico italiano († 1908)
- 1827 - Tommaso Agudio, ingegnere, imprenditore e politico italiano († 1893)
- 1827 - Nikolaj Alekseevič Orlov, diplomatico russo († 1885)
- 1827 - Victor Pulliat, agronomo francese († 1896)
- 1827 - Mary Ward, scienziata e illustratrice irlandese († 1869)
- 1828 - Leopold Auerbach, anatomista e patologo tedesco († 1897)
- 1829 - Benjamin Vautier, pittore, docente e illustratore svizzero († 1898)
- 1830 - Caroline Barbot, soprano francese († 1893)
- 1831 - Carl Braun, gesuita e astronomo tedesco († 1907)
- 1833 - Elena Nobili, pittrice italiana († 1900)
- 1836 - Nikolaj Petrovič Demidov-Lopuchin, generale russo († 1910)
- 1837 - Pasquale Tosi, gesuita e missionario italiano († 1898)
- 1840 - Edward Whymper, alpinista inglese († 1911)
- 1843 - Joseph Dutton, missionario, religioso e enciclopedista statunitense († 1931)
- 1843 - Giuseppe Ettore Viganò, generale e politico italiano († 1933)
- 1844 - Albert von Keller, pittore svizzero († 1920)
- 1844 - Alois Riehl, filosofo austriaco († 1924)
- 1845 - Pietro Capaldo, politico italiano († 1925)
- 1845 - Douglas William Freshfield, alpinista inglese († 1934)
- 1845 - Friedrich von Hefner-Alteneck, ingegnere tedesco († 1904)
- 1845 - Damiano Macaluso, fisico italiano († 1932)
- 1845 - Antonio Sogliuzzo, militare e marinaio italiano († 1927)
- 1848 - Carlo Gallini, avvocato e politico italiano († 1927)
- 1848 - Aristide Naccari, architetto e storico italiano († 1914)
- 1850 - Hans von Beseler, generale tedesco († 1921)
- 1852 - Maurice Balfourier, generale francese († 1933)
- 1853 - Jules Lemaître, scrittore francese († 1914)
- 1853 - Giovanni Battista Marenco, arcivescovo cattolico italiano († 1921)
- 1855 - Frank Bourne, militare britannico († 1945)
- 1855 - Caroline Rémy de Guebhard, scrittrice e giornalista francese († 1929)
- 1856 - Tongzhi, imperatore cinese († 1875)
- 1857 - Theodor Kittelsen, pittore norvegese († 1914)
- 1857 - Jamshedji Framji Madan, produttore cinematografico e produttore teatrale indiano († 1923)
- 1858 - Henry Armstrong Reed, statunitense († 1876)
- 1859 - Camillo Prampolini, politico italiano († 1930)
- 1862 - Johannes Otto Kehr, chirurgo tedesco († 1916)
- 1862 - Rudolph Schildkraut, attore austriaco († 1930)
- 1863 - Iōannīs Svorōnos, numismatico e archeologo greco († 1922)
- 1864 - Geoffrey Hall-Say, pattinatore artistico su ghiaccio britannico († 1940)
- 1864 - Camillo Mango, avvocato e politico italiano († 1937)
- 1865 - Archibald Leitch, architetto e ingegnere britannico († 1939)
- 1865 - Ernest Weekley, lessicografo e filologo britannico († 1954)
- 1866 - Penčo Slavejkov, poeta bulgaro († 1912)
- 1867 - Sarmiza Bilcescu, avvocata e attivista rumena († 1935)
- 1869 - Garzia Cassola, giornalista, sindacalista e traduttore italiano († 1955)
- 1870 - Vincenzo Ussani, filologo classico e latinista italiano († 1952)
- 1872 - Charles Prince, attore e regista francese († 1933)
- 1873 - Giovanni Laterza, editore italiano († 1943)
- 1873 - William Oakley, calciatore inglese († 1934)
- 1873 - Robert Wiene, regista, sceneggiatore e produttore cinematografico tedesco († 1938)
- 1874 - John Baird, I visconte Stonehaven, politico britannico († 1941)
- 1874 - Maurice Baring, letterato, scrittore e drammaturgo inglese († 1945)
- 1875 - Maurice de Broglie, fisico francese († 1960)
- 1875 - Salvatore Denti Amari di Pirajno, ammiraglio, aviatore e politico italiano († 1942)
- 1875 - Lumsden Hare, attore, regista e produttore teatrale irlandese († 1964)
- 1875 - Georges Hébert, insegnante francese († 1957)
- 1875 - Pietro Pagnini, storico della scienza italiano († 1954)
- 1875 - Giovanni Tofani, ingegnere e politico italiano († 1947)
- 1876 - Claude Farrère, scrittore francese († 1957)
- 1876 - Arthur Seward, pugile statunitense († 1950)
- 1876 - Irma Sèthe, violinista e pedagoga belga († 1958)
- 1877 - Andrew Aitken, calciatore e allenatore di calcio scozzese († 1955)
- 1877 - Maurice Raoul-Duval, giocatore di polo francese († 1916)
- 1877 - José María Zeledón Brenes, poeta, giornalista e politico costaricano († 1949)
- 1878 - Bruno Danero, militare italiano († 1917)
- 1878 - María Guadalupe García Zavala, religiosa messicana († 1963)
- 1878 - Frank Gotch, wrestler statunitense († 1917)
- 1878 - Carlo Guadagni, militare italiano († 1918)
- 1878 - Jack Rimmer, siepista e mezzofondista britannico († 1962)
- 1879 - Carlo Cassola, economista italiano († 1931)
- 1879 - Guglielmo Emanuel, giornalista e antifascista italiano († 1965)
- 1880 - Maria Giudice, giornalista, attivista e sindacalista italiana († 1953)
- 1880 - Con Leahy, altista e triplista britannico († 1921)
- 1881 - Móric Esterházy, politico ungherese († 1960)
- 1881 - Pierre Peyrusson, nuotatore francese († 1914)
- 1882 - Robert Eisler, storico e biblista austriaco († 1949)
- 1882 - Jessie R. Fauset, scrittrice, poetessa e saggista statunitense († 1961)
- 1882 - Edwin Hennig, paleontologo tedesco († 1977)
- 1883 - Ettore Baldassarre, generale italiano († 1942)
- 1883 - Nick Dandolos, giocatore di poker greco († 1966)
- 1883 - Ole Lilloe-Olsen, tiratore a segno norvegese († 1940)
- 1884 - Adolfo Salminci, politico e avvocato italiano († 1971)
- 1884 - Arthur Wieferich, matematico tedesco († 1954)
- 1885 - Leslie Godfree, tennista britannico († 1971)
- 1885 - Alphonse Lauwers, ciclista su strada e pistard belga († 1964)
- 1885 - Auguste Petigat, presbitero, giornalista e attivista italiano († 1958)
- 1887 - Margherita Confalonieri Belgiojoso, pittrice italiana († 1957)
- 1887 - Yngve Stiernspetz, ginnasta svedese († 1945)
- 1887 - Warren Wood, golfista statunitense († 1926)
- 1888 - Florence La Badie, attrice statunitense († 1917)
- 1889 - Yvonne Astruc, violinista e insegnante francese († 1980)
- 1889 - Arnulf Øverland, scrittore e poeta norvegese († 1968)
- 1889 - Robert du Parc, pittore e scultore italiano († 1979)
- 1890 - Karl Asplund, poeta, scrittore e critico d'arte svedese († 1978)
- 1890 - Eero Hyvärinen, ginnasta finlandese († 1973)
- 1890 - Raúl Pateras Pescara, inventore, imprenditore e aviatore argentino († 1966)
- 1890 - Isabella Riva, attrice italiana († 1985)
- 1891 - David Caldwell, atleta statunitense († 1953)
- 1891 - Francesco Caroleo, avvocato e politico italiano († 1957)
- 1892 - Bjarne Johnsen, ginnasta norvegese († 1984)
- 1892 - Raizō Tanaka, ammiraglio giapponese († 1969)
- 1893 - Norman Bel Geddes, architetto, designer e scenografo statunitense († 1958)
- 1893 - Wallace Osgood Fenn, fisiologo statunitense († 1971)
- 1893 - Draža Mihailović, generale jugoslavo († 1946)
- 1893 - Paolo Karađorđević, principe († 1976)
- 1894 - Lajos Kovács, allenatore di calcio e calciatore ungherese († 1973)
- 1894 - Pier Luigi Passoni, partigiano e politico italiano († 1969)
- 1894 - George Petty, illustratore statunitense († 1975)
- 1894 - Nikolaj Leonidovič Slonimskij, compositore, musicista e critico musicale russo († 1995)
- 1896 - Zygmunt Berling, generale e politico polacco († 1980)
- 1896 - Wallace Carothers, chimico statunitense († 1937)
- 1896 - Pietro Di Mattei, chimico italiano († 1994)
- 1896 - Rogers Hornsby, giocatore di baseball e allenatore di baseball statunitense († 1963)
- 1896 - John Joseph McCarthy, missionario e arcivescovo cattolico irlandese († 1983)
- 1897 - Luciano Ricchetti, pittore italiano († 1977)
- 1897 - Pietro Trespidi, progettista e imprenditore italiano († 1976)
- 1898 - Alf Baker, calciatore inglese († 1955)
- 1898 - Ludwig Bemelmans, scrittore e pittore tedesco († 1962)
- 1899 - Erik Aaes, scenografo danese († 1966)
- 1899 - Dudley Clarke, militare britannico († 1974)
- 1899 - Walter Lantz, fumettista e regista statunitense († 1994)
- 1899 - Adam McLean, calciatore scozzese († 1973)
- 1900 - Mariano Alessandroni, calciatore italiano († 1980)
- 1900 - Achille Bacher, fondista italiano († 1972)
- 1900 - Alessandro Miglia, aviatore italiano († 1939)

## XX secolo(862)
- 1901 - Frank Belknap Long, scrittore e poeta statunitense († 1994)
- 1901 - Désiré Gosselin, calciatore francese († 1983)
- 1901 - Giuseppe Martelli, calciatore italiano († 1992)
- 1901 - Eugene Rabinowitch, biofisico e attivista russo († 1973)
- 1901 - Paolo Robotti, politico italiano († 1982)
- 1902 - Kitty Kelly, attrice statunitense († 1968)
- 1902 - Maria Pia Pagliarini, soprano italiana († 1935)
- 1902 - Harry Stockwell, attore e cantante statunitense († 1984)
- 1903 - Otto Wolken, medico austriaco († 1975)
- 1903 - Nikos Zachariadīs, politico greco († 1973)
- 1904 - Cecil Day-Lewis, poeta, scrittore e traduttore britannico († 1972)
- 1904 - Francesco Gabrieli, orientalista italiano († 1996)
- 1904 - Hilda James, nuotatrice britannica († 1982)
- 1904 - Syd Nathan, produttore discografico statunitense († 1968)
- 1904 - Eduardo Toro, cestista cileno
- 1904 - Fritz Weitzel, politico e generale tedesco († 1940)
- 1905 - Raimondo Borsellino, chirurgo e politico italiano († 1998)
- 1905 - Gaetano Di Leo, politico e avvocato italiano († 1997)
- 1905 - Márton Keleti, regista ungherese († 1973)
- 1905 - John Kuck, pesista statunitense († 1986)
- 1905 - Herbert Niiler, allenatore di pallacanestro estone († 1982)
- 1905 - Uoldeàb Uoldemariàm, politico e giornalista eritreo († 1995)
- 1906 - Friedrich-Paul von Groszheim, tedesco († 2003)
- 1906 - George Milburn, scrittore, giornalista e sceneggiatore statunitense († 1966)
- 1906 - Federico Valli, editore e produttore cinematografico italiano († 1971)
- 1907 - Thure Andersson, lottatore svedese († 1976)
- 1907 - Edoino Busetto, scacchista italiano
- 1908 - Panfilo Di Gregorio, militare italiano († 1936)
- 1908 - Russell Shearman, effettista statunitense († 1956)
- 1908 - Carlo Felice Trossi, pilota automobilistico e nobile italiano († 1949)
- 1909 - Guillermo León Valencia, politico colombiano († 1971)
- 1910 - Chiang Ching-kuo, politico e generale cinese († 1988)
- 1910 - Nora Federici, statistica italiana († 2001)
- 1910 - Viktor Maslov, allenatore di calcio e calciatore sovietico († 1977)
- 1910 - Ettore Minoretti, paroliere italiano († 1999)
- 1910 - Tomasina Pozzi, religiosa e mistica italiana († 1944)
- 1910 - Pascoal Ranieri Mazzilli, politico, avvocato e giornalista brasiliano († 1975)
- 1911 - Chris Berger, velocista olandese († 1965)
- 1911 - Pino Budicin, antifascista e partigiano italiano († 1944)
- 1911 - Jack Cole, ballerino, coreografo e direttore teatrale statunitense († 1974)
- 1911 - Georges Dargaud, editore francese († 1990)
- 1911 - Filippo Freda, militare italiano († 1936)
- 1911 - Pietro García Bernal, religioso spagnolo († 1936)
- 1911 - Sigurð Joensen, scrittore faroese († 1993)
- 1911 - David Merrick, produttore teatrale statunitense († 2000)
- 1912 - Shiro Azuma, militare, criminale di guerra e attivista giapponese († 2006)
- 1912 - Tommy Breen, calciatore irlandese († 1988)
- 1912 - Noël Corbu, francese († 1968)
- 1912 - Carolina Matilde di Danimarca, principessa danese († 1995)
- 1912 - Félix Demaría, calciatore argentino
- 1912 - Nora Gal, traduttrice e critica letteraria sovietica († 1991)
- 1912 - Giacomo di Borbone-Busset, scrittore e diplomatico francese († 2001)
- 1912 - Karl Litschi, ciclista su strada e ciclocrossista svizzero († 1999)
- 1912 - Toots Meretsky, cestista e allenatore di pallacanestro canadese († 2006)
- 1912 - Renato Rascel, attore, comico e cantautore italiano († 1991)
- 1912 - Zohra Sehgal, attrice indiana († 2014)
- 1912 - Parker Vooris, bobbista statunitense († 1991)
- 1913 - Philip Hauge Abelson, fisico statunitense († 2004)
- 1913 - Giuseppe Busso, progettista italiano († 2006)
- 1913 - Giovanni Cracco, militare italiano († 1943)
- 1913 - Luz Long, lunghista e triplista tedesco († 1943)
- 1914 - Hovhannes Shiraz, poeta armeno († 1984)
- 1914 - Luigi Pagnoni, presbitero e storico dell'arte italiano († 2017)
- 1914 - Albert Soboul, storico francese († 1982)
- 1915 - Jean Schmit, calciatore lussemburghese († 1991)
- 1915 - Alessandro Setti, generale italiano († 2013)
- 1917 - René Rizqallah Khawam, letterato e traduttore siriano († 2004)
- 1917 - Philipose Mar Chrysostom, vescovo cristiano orientale indiano († 2021)
- 1918 - Maurice Edelston, calciatore inglese († 1976)
- 1918 - Joan Hughes, aviatrice inglese († 1993)
- 1918 - Einar Skinnarland, ingegnere norvegese († 2002)
- 1918 - Stefano Sommariva, fondista italiano († 2007)
- 1919 - Laura Pestellini, attrice italiana († 2010)
- 1920 - Peter Brugger, politico italiano († 1986)
- 1920 - Guido Cantelli, direttore d'orchestra italiano († 1956)
- 1920 - Bruno Cappellini, allenatore di calcio e calciatore italiano († 2007)
- 1920 - Jean Dragesco, biologo e astronomo romeno († 2020)
- 1920 - Enzo Pasqui, pittore italiano († 1998)
- 1920 - Ermanno Randi, attore italiano († 1951)
- 1920 - Francesco Rezza, poliziotto italiano († 1944)
- 1921 - Abdelmalek Benhabyles, politico algerino († 2018)
- 1921 - Joachim Brendel, aviatore tedesco († 1974)
- 1921 - Robert Dhéry, attore, regista e sceneggiatore francese († 2004)
- 1921 - Pietro Mitolo, militare e politico italiano († 2010)
- 1922 - Daphne Anderson, attrice, ballerina e cantante britannica († 2013)
- 1922 - Lello Bersani, giornalista e conduttore televisivo italiano († 2002)
- 1922 - Juan Carlos Heredia, calciatore argentino († 1987)
- 1922 - Jack Klugman, attore, regista e scrittore statunitense († 2012)
- 1923 - Alberto Bachelet, generale e politico cileno († 1974)
- 1923 - Charles Casali, calciatore svizzero († 2014)
- 1923 - Lelio Luttazzi, pianista, attore e cantante italiano († 2010)
- 1923 - Vito Elio Petrucci, poeta, giornalista e drammaturgo italiano († 2002)
- 1923 - Roger Vandooren, calciatore francese († 1998)
- 1923 - Viktor Michajlovič Čebrikov, politico e generale sovietico († 1999)
- 1924 - Fernando Di Giulio, politico e partigiano italiano († 1981)
- 1924 - Ken Green, calciatore inglese († 2001)
- 1924 - Renato Polese, fumettista italiano († 2014)
- 1924 - Carlo Redaelli, calciatore italiano
- 1924 - Salvatore Rindone, politico italiano († 1994)
- 1925 - Brigitte Auber, attrice francese
- 1925 - François Châtelet, filosofo francese († 1985)
- 1925 - Luisa Conte, attrice teatrale italiana († 1994)
- 1925 - Folke Eriksson, pallanuotista svedese († 2008)
- 1925 - Benny Lai, giornalista e saggista italiano († 2013)
- 1926 - Vincenzo Cirrincione, vescovo cattolico italiano († 2002)
- 1926 - Leo DeLyon, doppiatore statunitense († 2021)
- 1926 - Dionizije Dvornić, calciatore jugoslavo († 1992)
- 1926 - Arnaldo Galli, pittore e disegnatore italiano († 2019)
- 1926 - Martin Gray, scrittore polacco († 2016)
- 1926 - Tim LaHaye, scrittore statunitense († 2016)
- 1927 - Tato Bores, comico e personaggio televisivo argentino († 1996)
- 1927 - Gerard Cieślik, calciatore polacco († 2013)
- 1927 - Miguel González Pérez, calciatore spagnolo († 2021)
- 1927 - Connie Kay, batterista statunitense († 1994)
- 1927 - Mario Longoni, ex calciatore italiano
- 1927 - Alberto Muro, allenatore di calcio e calciatore argentino († 1997)
- 1927 - Gaspare Russo, politico italiano
- 1927 - Coretta Scott King, attivista statunitense († 2006)
- 1928 - Lydia Alfonsi, attrice italiana († 2022)
- 1928 - Carlo Pierangeli, cantante e attore italiano († 2008)
- 1928 - Edoardo Ricci, vescovo cattolico italiano († 2008)
- 1928 - Tatsuo Suzuki, karateka giapponese († 2011)
- 1929 - Jacques Brunschwig, filologo e storico francese († 2010)
- 1929 - Kenward Elmslie, poeta, librettista e paroliere statunitense († 2022)
- 1929 - Michael Harner, antropologo statunitense († 2018)
- 1929 - Pedro Morilla Fuentes, allenatore di pallacanestro brasiliano († 1992)
- 1929 - Nina Romaškova, discobola sovietica († 2016)
- 1929 - Gilbert Sorrentino, poeta e scrittore statunitense († 2006)
- 1930 - Fokke Akkerman, latinista e grecista olandese († 2017)
- 1930 - Giuseppe Console, italiano († 2014)
- 1930 - Ivo Frosio, calciatore svizzero († 2019)
- 1930 - Gordon Morison, illustratore statunitense († 2000)
- 1930 - Pierre Rey, giornalista e scrittore francese († 2006)
- 1930 - Piero Ruggeri, pittore italiano († 2009)
- 1930 - Adelio Giuseppe Tomasin, vescovo cattolico e missionario italiano († 2024)
- 1931 - Paolo Campanelli, pilota motociclistico italiano
- 1931 - Robert Donner, attore statunitense († 2006)
- 1931 - Krzysztof Komeda, musicista e pianista polacco († 1969)
- 1931 - Livio Missir di Lusignano, diplomatico e saggista italiano († 2015)
- 1931 - Igor' Davidovič Ojstrach, violinista sovietico († 2021)
- 1932 - Charles Adkins, pugile statunitense († 1993)
- 1932 - José Rita, calciatore portoghese († 1977)
- 1932 - François Bayle, compositore francese
- 1932 - Anouk Aimée, attrice francese († 2024)
- 1932 - Marujita Díaz, attrice spagnola († 2015)
- 1932 - Ugo Forno, partigiano italiano († 1944)
- 1932 - Ellen Ganneskov, pallamanista e cestista danese († 2014)
- 1932 - Casey Kasem, conduttore radiofonico, doppiatore e attore statunitense († 2014)
- 1932 - Chuck Knox, allenatore di football americano statunitense († 2018)
- 1932 - Enzo Mari, designer italiano († 2020)
- 1932 - Derek Minter, pilota motociclistico britannico († 2015)
- 1932 - Luigi Rossi Bernardi, biochimico e politico italiano († 2019)
- 1932 - Gian-Carlo Rota, matematico e filosofo italiano († 1999)
- 1933 - Bob Bondurant, pilota automobilistico statunitense († 2021)
- 1933 - Rafael Guillén, poeta spagnolo († 2023)
- 1933 - Liam Tuohy, allenatore di calcio e calciatore irlandese († 2016)
- 1934 - Bob Cools, politico belga
- 1934 - Karol Fageros, tennista statunitense († 1988)
- 1934 - Pietro Zoppas, ciclista su strada italiano († 2020)
- 1935 - Theo Angelopoulos, regista, sceneggiatore e produttore cinematografico greco († 2012)
- 1935 - Elsa Fonda, annunciatrice televisiva e scrittrice italiana († 2025)
- 1935 - François Goasduff, ciclista su strada francese
- 1935 - Ron Morris, astista statunitense († 2024)
- 1935 - Nico Perrone, saggista e storico italiano
- 1935 - Jef van Gool, calciatore belga († 2022)
- 1935 - Nikki van der Zyl, doppiatrice tedesca († 2021)
- 1936 - Luca Colasanto, politico, editore e giornalista italiano
- 1936 - Néstor Gonçalves, calciatore uruguaiano († 2016)
- 1936 - Kalevi Oikarainen, fondista finlandese († 2020)
- 1937 - Olga Bondareva, matematica sovietica († 1991)
- 1937 - Dominique Boschero, attrice cinematografica e ex modella francese
- 1937 - Sandy Dennis, attrice statunitense († 1992)
- 1937 - Nita French, ex cestista australiana
- 1937 - Leonid Kolesnikov, nuotatore sovietico († 2010)
- 1937 - Yasuo Koyama, goista giapponese († 2000)
- 1937 - Orazio Maria Petracca, politologo italiano († 2008)
- 1937 - Zhang Jie, scrittrice cinese († 2022)
- 1938 - Alain Caron, hockeista su ghiaccio canadese († 1986)
- 1938 - Lily Tirinnanzi, attrice e direttrice del doppiaggio italiana
- 1939 - Koldo Aguirre, allenatore di calcio e calciatore spagnolo († 2019)
- 1939 - Rita Di Leo, storica e economista italiana
- 1939 - Stanisław Dziwisz, cardinale e arcivescovo cattolico polacco
- 1939 - Néstor Errea, calciatore argentino († 2005)
- 1939 - Joan Hannah, ex sciatrice alpina statunitense
- 1939 - Victor Saúde Maria, politico guineense († 1999)
- 1939 - Erik Pevernagie, pittore belga
- 1939 - Norberto Raffo, allenatore di calcio e calciatore argentino († 2008)
- 1939 - João Bernardo Vieira, politico e militare guineense († 2009)
- 1940 - Bruna Bianco, poetessa e avvocato brasiliana
- 1940 - Dyrol Burleson, ex mezzofondista statunitense
- 1940 - Omar Devanni, ex calciatore argentino
- 1940 - Charlotte Dubreuil, regista, sceneggiatrice e attrice francese
- 1940 - Birgit Klomp, ex nuotatrice tedesca
- 1940 - Viktor Leont'ev, ex ginnasta sovietico
- 1940 - Kaspar Rostrup, regista danese
- 1940 - Calypso Rose, cantautrice trinidadiana
- 1941 - Giustina Demetz, ex sciatrice alpina italiana
- 1941 - Bob Dillabough, hockeista su ghiaccio canadese († 1997)
- 1941 - Finn Døssing, calciatore danese († 2022)
- 1941 - Hugo Tristram Engelhardt, filosofo, biologo e medico statunitense († 2018)
- 1941 - Fethullah Gülen, predicatore, politologo e scrittore turco († 2024)
- 1941 - Mária Gulácsy, schermitrice ungherese († 2015)
- 1941 - Luigi Ioculano, medico italiano († 1998)
- 1941 - Lee Roy Jordan, ex giocatore di football americano statunitense
- 1941 - Rainer Nachtigall, ex calciatore tedesco orientale
- 1941 - Hubert Niel, ciclista su strada francese († 2022)
- 1941 - Aminata Sow Fall, scrittrice senegalese
- 1941 - Henrik Vestergaard, ex calciatore danese
- 1941 - Victor Mirshawka, ex cestista brasiliano
- 1941 - Geoff Vowden, allenatore di calcio e ex calciatore inglese
- 1942 - Al Beard, ex cestista statunitense
- 1942 - Filippo Cavazzuti, economista e politico italiano († 2021)
- 1942 - Vittorio Cecchi Gori, imprenditore, ex politico e produttore cinematografico italiano
- 1942 - Jim Keltner, batterista statunitense
- 1942 - Zoran Maroević, cestista jugoslavo († 2019)
- 1942 - Valerij Vladimirovič Poljakov, cosmonauta e medico russo († 2022)
- 1942 - Terry Ryan, ex tennista sudafricano
- 1942 - John Shrapnel, attore britannico († 2020)
- 1943 - Judith Blegen, soprano statunitense
- 1943 - Ryszard Bugajski, regista polacco († 2019)
- 1943 - Salvu Gatt, ex calciatore maltese
- 1943 - Jānis Gilis, calciatore e allenatore di calcio sovietico († 2000)
- 1943 - Emment Kapengwe, calciatore zambiano († 1988)
- 1943 - Helmut Marko, dirigente sportivo e ex pilota automobilistico austriaco
- 1943 - Evgenij Poljakov, danzatore e coreografo russo († 1996)
- 1943 - Gualtiero Schiaffino, pubblicitario, disegnatore e scrittore italiano († 2007)
- 1944 - Peregrine Cavendish, XII duca di Devonshire, nobile inglese
- 1944 - Lina Sotis, giornalista e scrittrice italiana
- 1944 - Heikki Westerinen, scacchista finlandese
- 1945 - Roberto Bonadimani, fumettista e illustratore italiano
- 1945 - Frank Bornemann, chitarrista tedesco
- 1945 - Martin Chivers, ex calciatore inglese
- 1945 - Robert Cialdini, psicologo statunitense
- 1945 - Bobby Duncan, ex calciatore scozzese
- 1945 - Lee Felsenstein, informatico e ingegnere statunitense
- 1945 - Harry Steevens, ex ciclista su strada olandese
- 1945 - Paolo Tubertini, arbitro di calcio italiano († 2024)
- 1945 - August Wilson, drammaturgo, scrittore e sceneggiatore statunitense († 2005)
- 1946 - Luigi Albanese, militare statunitense († 1966)
- 1946 - Patrizia Carrano, giornalista e scrittrice italiana
- 1946 - Piero Cerato, ceramista italiano († 2011)
- 1946 - Michel Delebarre, funzionario e politico francese († 2022)
- 1946 - Mirella Faggionato, cestista italiana († 2022)
- 1946 - Gordon Haskell, bassista e cantautore britannico († 2020)
- 1946 - Alfonso Lara, calciatore cileno († 2013)
- 1946 - Venanzio Nocchi, politico italiano († 2025)
- 1946 - Franz Roth, ex calciatore tedesco
- 1946 - Nicholas Serota, storico dell'arte britannico
- 1947 - Maria del Mar Bonet, cantante spagnola
- 1947 - G. K. Butterfield, politico e magistrato statunitense
- 1947 - Pete Ham, cantante, compositore e chitarrista britannico († 1975)
- 1947 - Ann Peebles, cantante statunitense
- 1947 - René Emilio Ponce, generale salvadoregno († 2011)
- 1947 - Giuseppe Zaccaria, critico letterario italiano
- 1948 - Frank Abagnale, truffatore e falsario statunitense
- 1948 - Gilles Baudry, poeta e religioso francese
- 1948 - Grazia Coccia, giornalista italiana
- 1948 - Yves Courage, ex pilota automobilistico, dirigente sportivo e progettista francese
- 1948 - Adriana De Guilmi, attrice italiana († 2015)
- 1948 - Hans van Helden, ex pattinatore di velocità su ghiaccio olandese
- 1948 - Josef Hickersberger, allenatore di calcio e ex calciatore austriaco
- 1948 - Raphaël Dabiré Kusiélé, vescovo cattolico burkinabè
- 1948 - Kate Pierson, cantante e polistrumentista statunitense
- 1949 - Jean Asselborn, politico lussemburghese
- 1949 - Enzo Braschi, attore, comico e scrittore italiano
- 1949 - Didier Daeninckx, scrittore francese
- 1949 - Jim Ferguson, ex pallanuotista statunitense
- 1949 - Andrea Giardina, storico italiano
- 1949 - Hiroji Imamura, ex calciatore giapponese
- 1949 - Gennadij Timoščenko, scacchista slovacco
- 1949 - Pedro Torres, ex ciclista su strada e dirigente sportivo spagnolo
- 1949 - Daniel Webster, politico statunitense
- 1950 - Giovanni Di Stasi, politico italiano
- 1950 - Vittorio Frangilli, arciere italiano
- 1950 - Mike Howlett, bassista, produttore discografico e compositore figiano
- 1950 - Carlo Marini, doppiatore, direttore del doppiaggio e attore italiano († 2019)
- 1950 - Paolo Pulici, allenatore di calcio e ex calciatore italiano
- 1950 - Calvin E. Simmons, direttore d'orchestra statunitense († 1982)
- 1950 - Ryszard Tomczyk, ex pugile polacco
- 1951 - Josean Báez, ex cestista portoricano
- 1951 - Hülya Darcan, attrice turca
- 1951 - Ace Frehley, chitarrista statunitense
- 1951 - Gary Huff, ex giocatore di football americano statunitense
- 1951 - Jim Justice, politico e imprenditore statunitense
- 1951 - Hernán Morales, ex calciatore costaricano
- 1951 - Silvano Natale, militare italiano († 1992)
- 1951 - Viviane Reding, politica lussemburghese
- 1951 - Marina Sbardella, giornalista e dirigente sportiva italiana
- 1951 - Freundel Stuart, politico barbadiano
- 1951 - Pietro Trifone, linguista italiano
- 1952 - Andrea Bonatta, pianista e direttore d'orchestra italiano
- 1952 - George Gervin, ex cestista e allenatore di pallacanestro statunitense
- 1952 - Hussain Nassim, ex pallanuotista e allenatore di pallanuoto iraniano
- 1952 - Sergio Rossi, ex politico italiano
- 1952 - Ari Vatanen, ex pilota di rally e politico finlandese
- 1953 - Ellen Baker, ex astronauta e medico statunitense
- 1953 - Arielle Dombasle, attrice, regista e cantante statunitense
- 1953 - Ridha El Louze, ex calciatore tunisino
- 1953 - Roberto Gavazzi, imprenditore italiano
- 1953 - Pat Hennen, pilota motociclistico statunitense († 2024)
- 1953 - Bertrand Marchand, calciatore e allenatore di calcio francese († 2023)
- 1953 - Bruce Robertson, ex nuotatore canadese
- 1954 - Frank Bainimarama, politico e ammiraglio figiano
- 1954 - Claudio Burlando, politico italiano
- 1954 - John Cygan, doppiatore statunitense († 2017)
- 1954 - Herm Edwards, ex giocatore di football americano e allenatore di football americano statunitense
- 1954 - Yusof Kelana, regista malese († 2020)
- 1954 - Alessandro Liberati, medico italiano († 2012)
- 1954 - Alfredo Pasini, politico italiano
- 1954 - Paolo Pavesi, rugbista a 15 e allenatore di rugby a 15 italiano († 1995)
- 1954 - Sixto Soria, ex pugile cubano
- 1955 - Piercarlo Fabbio, politico, scrittore e giornalista italiano
- 1955 - Dan Frisa, politico statunitense
- 1955 - Andreas Gregor, ex canottiere tedesco
- 1955 - Pierrick Hiard, ex calciatore francese
- 1955 - Katsuyuki Kawachi, ex calciatore giapponese
- 1955 - Silvio Pons, storico italiano
- 1955 - James Risen, giornalista statunitense
- 1955 - Eric Schmidt, imprenditore, dirigente d'azienda e collezionista d'arte statunitense
- 1955 - Francesco Paolo Sisto, politico italiano
- 1955 - David Whitehurst, giocatore di football americano statunitense
- 1956 - Michael Beinhorn, tastierista e produttore discografico statunitense
- 1956 - Betsy Markey, politica statunitense
- 1956 - Kevin McNally, attore britannico
- 1956 - Douglas Pearce, musicista britannico
- 1956 - Robert Phillis, pilota motociclistico australiano
- 1956 - Jeff Probyn, ex rugbista a 15 britannico
- 1957 - Riccardo Iacona, giornalista e autore televisivo italiano
- 1957 - Ricardo Larraín, regista, sceneggiatore e produttore cinematografico cileno († 2016)
- 1957 - Janne Haaland Matlary, politica e giurista norvegese
- 1957 - Antonella Spaggiari, politica italiana
- 1958 - David Barnes, velista neozelandese († 2020)
- 1959 - Jim Duffy, allenatore di calcio e ex calciatore scozzese
- 1959 - Sheena Easton, cantante e attrice scozzese
- 1959 - Andrew Zachary Fire, biologo statunitense
- 1959 - Pam Iorio, politica statunitense
- 1959 - Nicholas Kristof, giornalista statunitense
- 1959 - Louis Lortie, pianista canadese
- 1959 - Neil Pearson, attore inglese
- 1959 - Marco Pirroni, chitarrista, paroliere e produttore discografico britannico
- 1959 - Italo Vegliante, attore, chitarrista e showman italiano
- 1959 - Dave Wilson, ex giocatore di football americano statunitense
- 1960 - Graziano Delrio, politico italiano
- 1960 - Hans Holmqvist, ex calciatore svedese
- 1960 - Shelly Johnson, direttore della fotografia statunitense
- 1960 - Sithembele Anton Sipuka, vescovo cattolico sudafricano
- 1961 - Karl Alpiger, ex sciatore alpino svizzero
- 1961 - Moana Pozzi, attrice pornografica, conduttrice televisiva e politica italiana († 1994)
- 1961 - Moisés Rodríguez, ex calciatore spagnolo
- 1962 - Ruslan Alchanov, poliziotto e politico russo
- 1962 - Rachel Caine, scrittrice statunitense († 2020)
- 1962 - Choi Min-sik, attore sudcoreano
- 1962 - Ángel Comizzo, allenatore di calcio e ex calciatore argentino
- 1962 - Scott Davis, ex tennista statunitense
- 1962 - Davide De Zan, giornalista, telecronista sportivo e conduttore televisivo italiano
- 1962 - Luigi Garelli, allenatore di pallacanestro italiano
- 1962 - Schae Harrison, attrice statunitense
- 1962 - Im Sang-soo, regista cinematografico e sceneggiatore sudcoreano
- 1962 - James LeGros, attore statunitense
- 1962 - Edvard Moser, psicologo e neuroscienziato norvegese
- 1962 - Enrico Ogliar Badessi, ex maratoneta italiano
- 1962 - Patrick Page, attore, basso-baritono e drammaturgo statunitense
- 1962 - Seppo Räty, ex giavellottista finlandese
- 1962 - Robin S., cantante statunitense
- 1962 - Ruben Sommaruga, scienziato uruguaiano
- 1962 - René Strickler, attore argentino
- 1962 - Ryszard Tarasiewicz, allenatore di calcio polacco
- 1962 - Lukman Žabrailov, ex lottatore sovietico
- 1963 - Russell T Davies, sceneggiatore e produttore televisivo britannico
- 1963 - Pia Edvinsson, ex cestista svedese
- 1963 - Evelyn Herlitzius, soprano tedesco
- 1963 - Masaya Katō, attore, doppiatore e stuntman giapponese
- 1963 - Yammie Lam, attrice hongkonghese († 2018)
- 1963 - Dante Rezze, ex ciclista su strada francese
- 1963 - Dorota Tlałka, ex sciatrice alpina polacca
- 1963 - Małgorzata Tlałka, ex sciatrice alpina polacca
- 1964 - Julija Bogdanova, ex nuotatrice sovietica
- 1964 - Daniel Fernández Torres, vescovo cattolico portoricano
- 1964 - Kelvin Graham, ex canoista australiano
- 1964 - Maria Mariotti, allenatrice di calcio e ex calciatrice italiana
- 1964 - Nizo Neto, attore, doppiatore e umorista brasiliano
- 1964 - Steve Roden, musicista e artista statunitense († 2023)
- 1964 - Peter Paul Saldanha, vescovo cattolico indiano
- 1964 - Spiro Scimone, attore, drammaturgo e regista italiano
- 1964 - Lisa Wilcox, attrice statunitense
- 1964 - Conchi Zapata, ex cestista spagnola
- 1965 - Alvis Hermanis, regista teatrale lettone
- 1965 - Marco Carra, politico italiano
- 1965 - Anna Chancellor, attrice britannica
- 1965 - Michel Courtiols, ex rugbista a 15 francese
- 1965 - Angelo Mangiante, giornalista, telecronista sportivo e ex tennista italiano
- 1965 - Kumiko Nishihara, doppiatrice giapponese
- 1965 - Paolo Sacchetti, ex calciatore italiano
- 1965 - Benjamim Ucuahamba, ex cestista angolano
- 1965 - Rolando Vera, ex mezzofondista e maratoneta ecuadoriano
- 1966 - Andrea Angiolino, autore di giochi e giornalista italiano
- 1966 - Brian Koppelman, sceneggiatore, regista e attore statunitense
- 1966 - Mia Lecomte, poetessa e scrittrice francese
- 1966 - Dorian Lough, attore britannico
- 1966 - Brett Manning, cantante statunitense
- 1966 - Carlotta Mannu, giornalista italiana
- 1966 - V"jačeslav Olijnyk, ex lottatore ucraino
- 1966 - Matt Reeves, regista, sceneggiatore e produttore televisivo statunitense
- 1966 - Bruno Russo, dirigente sportivo, allenatore di calcio e ex calciatore italiano
- 1966 - Orazio Schillaci, politico e medico italiano
- 1966 - Yoshihiro Togashi, fumettista giapponese
- 1966 - Tray Deee, rapper statunitense
- 1966 - Marco Werner, pilota automobilistico tedesco
- 1967 - Goran Bogdanović, ex calciatore serbo
- 1967 - Stefania Bonfadelli, soprano italiano
- 1967 - Howard Davis, ex velocista giamaicano
- 1967 - Mario Gerosa, ex rugbista a 15, allenatore di rugby a 15 e dirigente sportivo argentino
- 1967 - Bridgette Gordon, ex cestista e allenatrice di pallacanestro statunitense
- 1967 - Willem-Alexander dei Paesi Bassi, re olandese
- 1967 - Roman Pylypčuk, allenatore di calcio e ex calciatore ucraino
- 1967 - Hanna Risku, docente finlandese
- 1967 - Erik Thomson, attore neozelandese
- 1968 - Ciro Ascione, scrittore italiano
- 1968 - Giuseppe De Mita, politico italiano
- 1968 - Vladimir Geraščenko, ex calciatore russo
- 1968 - Regla Hernández, ex cestista cubana
- 1968 - Béla Illés, ex calciatore ungherese
- 1968 - Paul Khouri, ex cestista libanese
- 1968 - Cristian Mungiu, regista, sceneggiatore e produttore cinematografico romeno
- 1968 - Knut Reinhardt, ex calciatore tedesco
- 1968 - Guido Giuseppe Rossi, politico italiano
- 1968 - Dejan Vukićević, allenatore di calcio e ex calciatore montenegrino
- 1968 - Xiao Yanling, ex discobola cinese
- 1968 - Ramzi Yousef, terrorista pakistano
- 1969 - Cory Booker, politico statunitense
- 1969 - Darcey Bussell, ex ballerina e personaggio televisivo britannica
- 1969 - Donata D'Annunzio Lombardi, soprano italiano
- 1969 - Maria Fernandes, ex atleta paralimpica portoghese
- 1969 - Valerio Fiori, allenatore di calcio e ex calciatore italiano
- 1969 - Beatrice Ghezzi, giornalista italiana
- 1969 - Ermal Tahiri, ex calciatore albanese
- 1969 - Mica Paris, cantante, conduttrice televisiva e conduttrice radiofonica britannica
- 1970 - Dexter Boney, ex cestista statunitense
- 1970 - Gianfranco Contri, ex ciclista su strada italiano
- 1970 - Rusty Cooley, chitarrista statunitense
- 1970 - Tunku Shazuddin Ariff, principe e imprenditore malese
- 1970 - Giacomo Dicara, allenatore di calcio e ex calciatore italiano
- 1970 - Barry Leitch, compositore scozzese
- 1970 - Carlos Manuel Torres, arbitro di calcio paraguaiano
- 1971 - François Bégaudeau, scrittore francese
- 1971 - Sigrid Corneo, dirigente sportiva e ex ciclista su strada italiana
- 1971 - Sergio Friscia, attore, showman e conduttore televisivo italiano
- 1971 - Kris & Kris, conduttrice radiofonica e conduttrice televisiva statunitense
- 1971 - Davide Gualtieri, allenatore di calcio e ex calciatore sammarinese
- 1971 - Mårten Hagström, chitarrista svedese
- 1971 - Jussi Halla-aho, politico finlandese
- 1971 - Adnan Hodžić, ex cestista bosniaco
- 1971 - Theofilos Karasavvidīs, ex calciatore greco
- 1971 - Artūras Karnišovas, dirigente sportivo e ex cestista lituano
- 1971 - David Martinelli, giocatore di biliardo italiano
- 1971 - Massimiliano Menichetti, giornalista italiano
- 1972 - Nigel Barker, fotografo britannico
- 1972 - Mateo Cañellas, ex mezzofondista spagnolo
- 1972 - Jevon Crudup, ex cestista e allenatore di pallacanestro statunitense
- 1972 - José Fernando Escobar Estrada, ingegnere e politico colombiano
- 1972 - Silvia Farina Elia, ex tennista e commentatrice televisiva italiana
- 1972 - Claudio Gargaro, ex nuotatore italiano
- 1972 - Adam Henry, ex giocatore di football americano e allenatore di football americano statunitense
- 1972 - Mehmet Kurtuluş, attore tedesco
- 1972 - David Lascher, attore statunitense
- 1972 - Bjørn Arild Levernes, ex calciatore norvegese
- 1972 - Tito Meneghetti, ex hockeista su ghiaccio